# افراچال

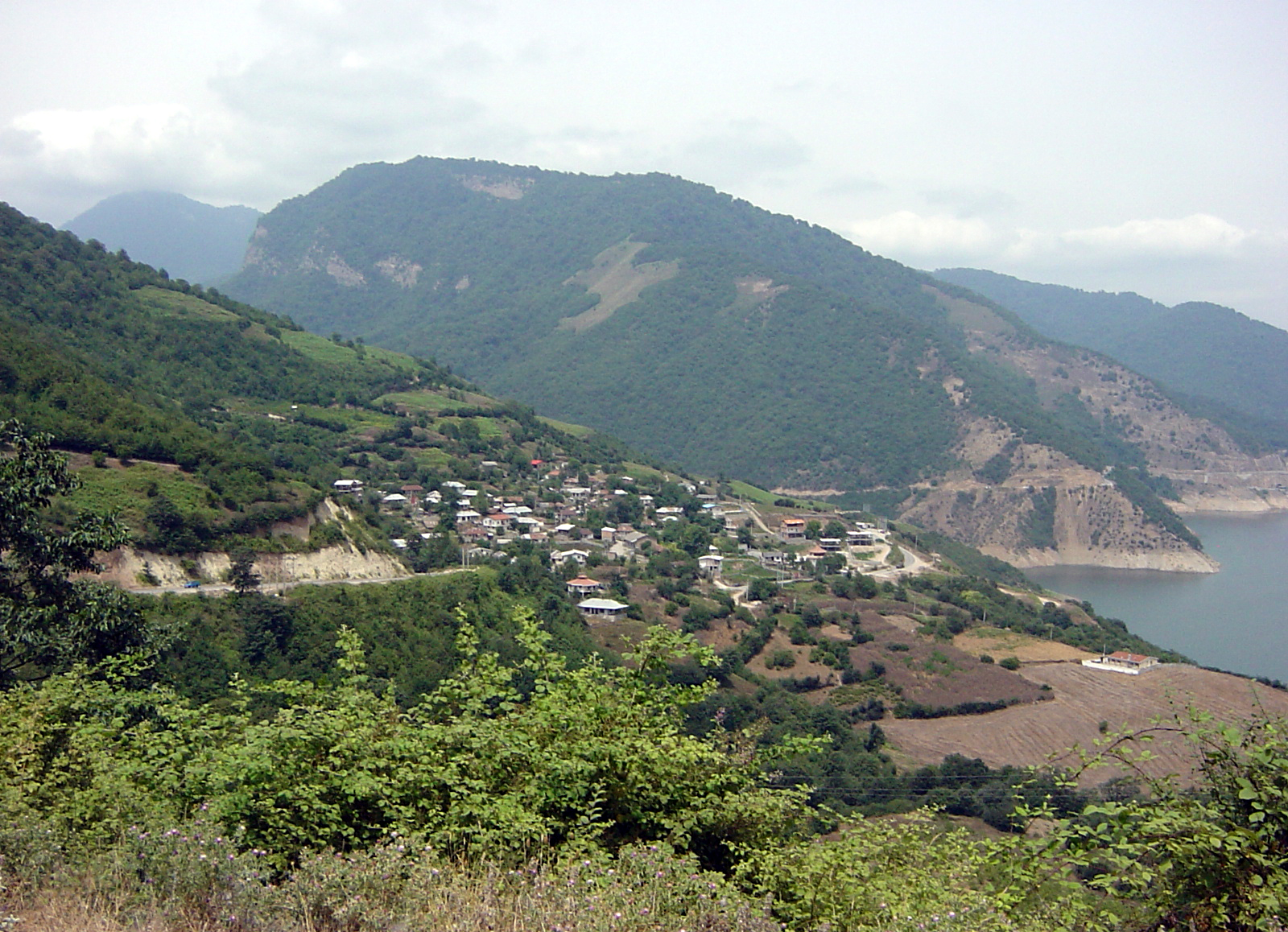
استان مازندران - سلیمان تنگه - روستای افراچال

افراچال، روستایی از توابع بخش بخش دودانگه شهرستان ساری در استان مازندران ایران است.

## قهرمانان ملی
مهران نصیری
ابراهیم نصیری

## جمعیت
این روستا در دهستان تنگه سلیمان قرار داشته و براساس آخرین سرشماری مرکز آمار ایران که در سال ۱۳۸۵ صورت گرفته، جمعیت‌آن۳۶نفر(۱۳خانوار) بوده‌است.
لازم است ذکر شود جمعیت این روستا که ۶ ماه اول سال را به دلیل کشت و زرع دیم، زنبورداری. … در روستا ساکن هستند بیش از ۵۰۰ نفر و بیش از ۱۰۰ خانوار، البته به صورت رفت‌وآمد به شهر است.